# Serieåret 1967

## Händelser

### Okänt datum

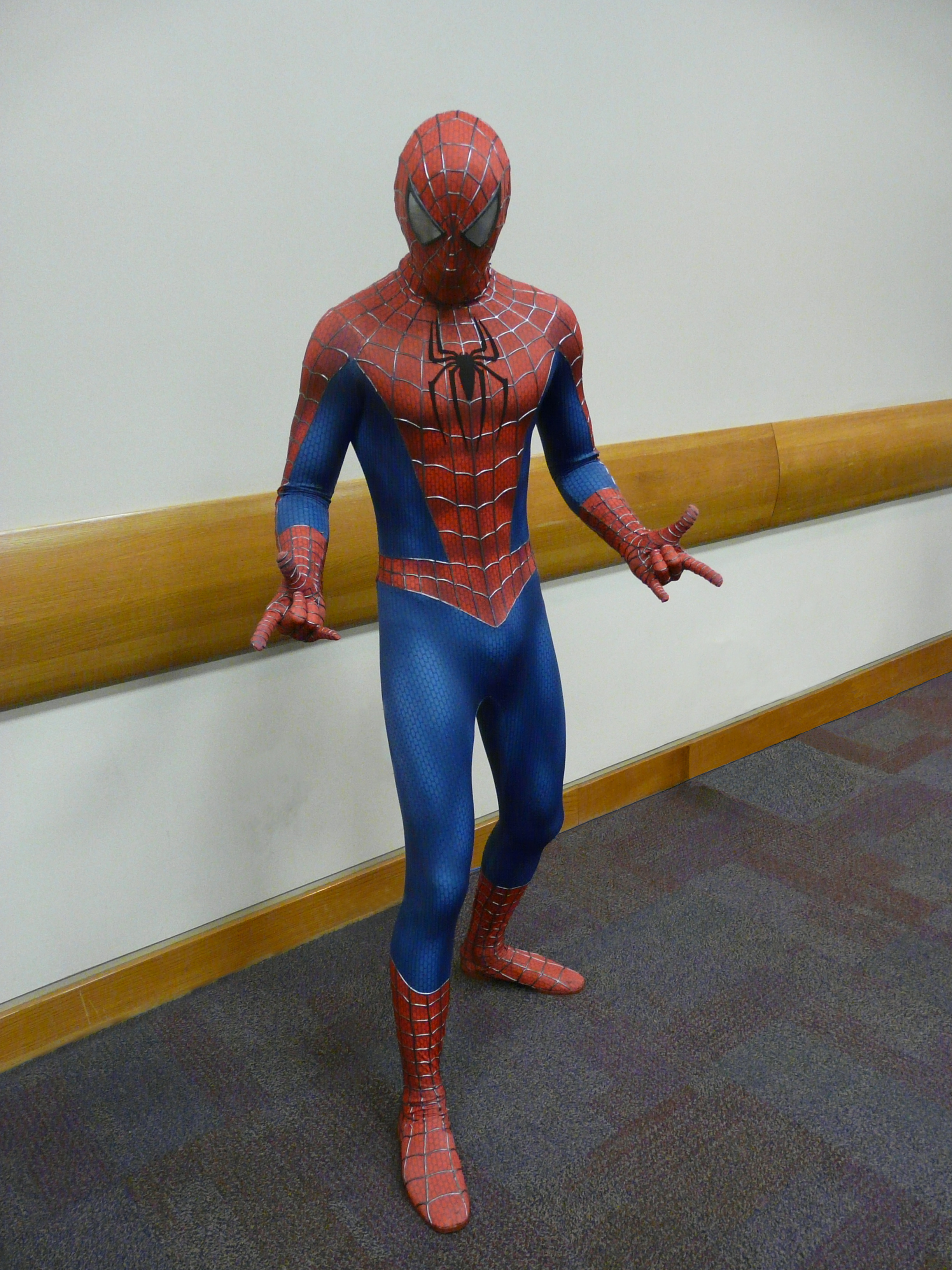
I Sverige fick Spider-Man först heta "Spindeln".

- I Sverige publiceras Spider-Man, eller Spindeln som han vid denna tid kallas, för första gången i serietidningen Marvelserien #1 1967.[1]
- Williams i Sverige börjar ge ut Radarserien.[2]
- Nya Seriemagasinet i Sverige kan efter framgångarna utöka utgivningstakten till en gång varannan vecka.[3]
- Buster dyker upp i Sverige.[3]

## Pristagare
- Adamsonstatyetten: Charles M. Schulz, Rit-Ola

## Utgivning

### Album
- Asterix drar i fält[4]
- Asterix och vikingarna[4]
- Banditernas drottning - Calamity Jane (Lucky Luke)[5]
- Bröderna Dalton blir kidnappade (Lucky Luke)[5]
- Kampen på prärien (Lucky Luke)[5]

## Födda
- 12 januari - Tory Fujisawa, japansk serieskapare.
- 7 mars - Ai Yazawa, japansk mangaskapare.
- 15 mars - Naoko Takeuchi, japansk serietecknare.
- 3 oktober - Ivan Brunetti, italiensk-amerikansk serietecknare.
- 28 december - Chris Ware, amerikansk serieskapare.

## Avlidna
- 2 december - Mac Raboy, 53, serietecknare.

### Fotnoter
1. ↑  ”Seriesamlarna”. http://www.seriesam.com/cgi-bin/guide?s=MARVELSERIEN+(1967). Läst 12 mars 2011.
2. ↑  Swecomics
3. 1 2  Swecomics
4. 1 2  ”Tintin”. Arkiverad från originalet den 13 februari 2011. https://web.archive.org/web/20110213010603/http://www.asterix.com/books/albums/. Läst 12 mars 2011.
5. 1 2 3  ”Lucky Luke på svenska”. Arkiverad från originalet den 11 november 2014. https://web.archive.org/web/20141111004811/http://www.visit.se/~dampgrodan/album_kronolog.html. Läst 12 mars 2011.